# Needle Hill

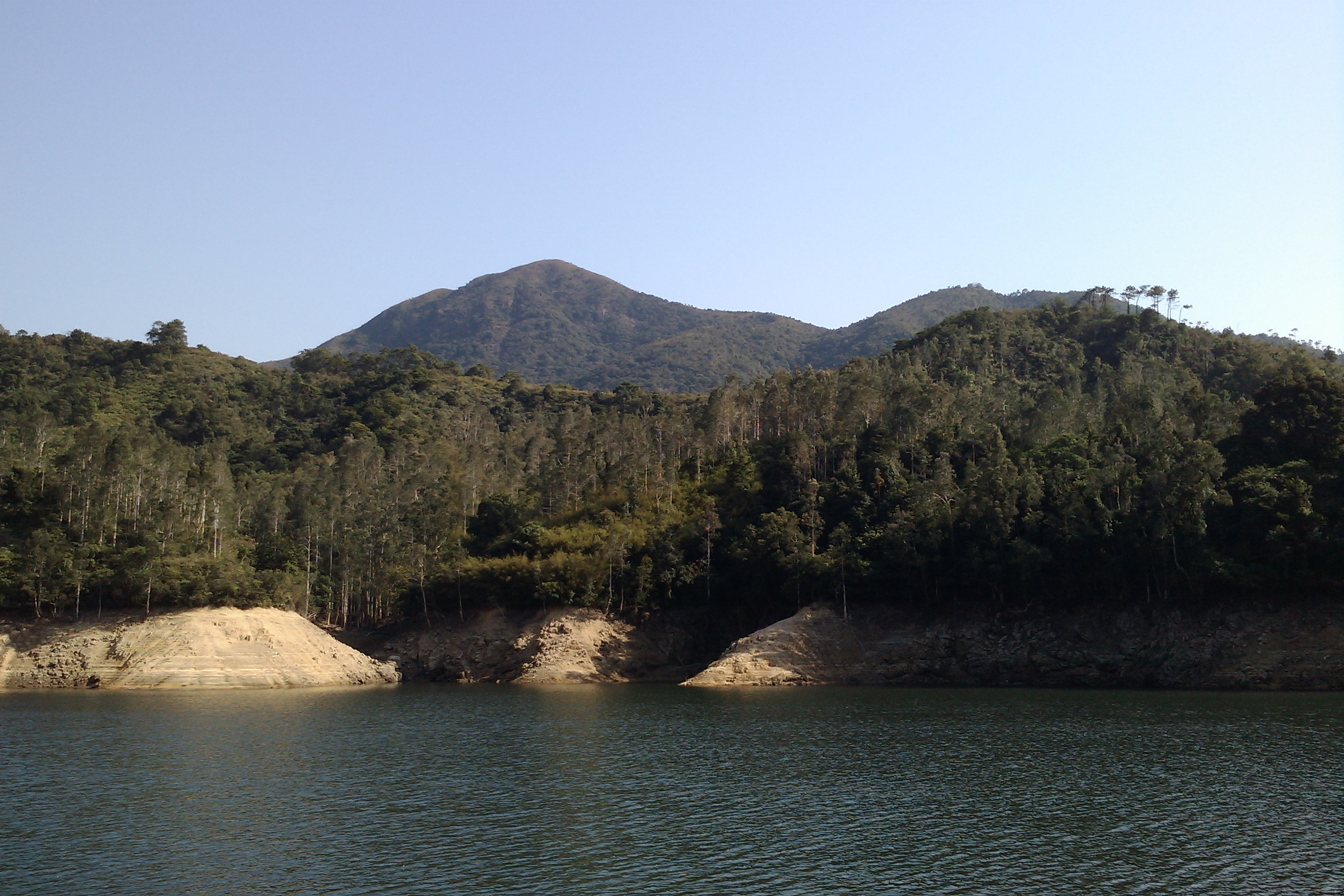
Vue sur Needle Hill à partir du réservoir Shing Mun.

Needle Hill  (chinois : 針山) est une colline de 532 mètres d'altitude située au centre des Nouveaux Territoires de Hong Kong. Son sommet, dont l'ascension débute aux tunnels de Shing Mun, fait face à Grassy Hill au nord, au réservoir Lower Shing Mun au sud et au réservoir Shing Mun à l'ouest. La principale caractéristique de Needle Hill est que son sommet semble très pointu. Il marque la frontière administrative entre les districts de Sha Tin et de Tsuen Wan.

## Localisation
La colline fait partie du parc rural de Shing Mun, et le chemin d'accès au sommet appartient à la section no 7 du sentier MacLehose qui se dirige à l'est, vers Grassy Hill. Des sections routières du système de tunnels de Shing Mun traversent cette montagne.

## Exploitation de tungstène
En 1935, des mines de wolframite ont été découvertes, et leur exploitation s'est déroulée entre 1938 à 1967,. Bien que la production atteignît 120 tonnes, elles ont maintenant cessé de fonctionner.